# آوری (کمون)
آوری (به فرانسوی: Aureil) یک کمون در فرانسه است که در canton of Limoges-Panazol واقع شده‌است. آوری ۱۰٫۱۷ کیلومتر مربع مساحت دارد.